# Monocarpus
Monocarpus, monotipski rod jetrenjarnica smješten u vlastitu porodicu Monocarpaceae, dio je reda Sphaerocarpales.
Jedina vrsta M. sphaerocarpus otkrivena je u Zapadnoj Australiji i kasnije u Africi